# Terre-Clapier
 Terre-Clapier  là một xã thuộc tỉnh Tar trong vùng Occitanie ở phía nam nước Pháp. Xã này nằm ở khu vực có độ cao trung bình 347 mét trên mực nước biển.